# VSpeech
VSpeech là một sản phẩm phần mềm cho phép người dùng điểu khiển hầu hết các hoạt động của máy tính bằng giọng nói như mở chương trình, lướt web, soạn thảo văn bản... Chương trình hỗ trợ cả tiếng Anh lẫn tiếng Việt và được tích hợp với hầu hết các ứng dụng phổ biến như: Microsoft Windows, Microsoft Office...
Phần mềm được phân phối với giấy phép GPL.

## Tính năng
Các chức năng chính của sản phẩm
- Menu chương trình
- Lệnh chương trình
- Lệnh hệ thống
- Duyệt web
- Từ điển tự chọn
- Đọc chính tả tiếng Anh
- Đọc chính tả tiếng Việt (chưa hoàn thành)